# 巴比納多利納
48°54′37″N 28°14′34″E / 48.91028°N 28.24278°E
巴比納多利納（烏克蘭語：Бабина Долина），是烏克蘭的村落，位於該國西南部文尼察州，由日梅林卡區負責管轄，面積0.15平方公里，海拔高度294米，2001年人口346，人口密度每平方公里2,291.39人。